# Yusuke Murayama
Yusuke Murayama (村山 祐介 Murayama Yusuke?), född 10 juni 1981 i Shizuoka prefektur, är en japansk före detta fotbollsspelare.
Murayama började sin karriär 2004 i Shonan Bellmare. Han spelade 96 ligamatcher för klubben. 2007 flyttade han till Omiya Ardija. Efter Omiya Ardija spelade han för Oita Trinita.